# Joachim Andreas Stukenbrock
Joachim Andreas Stukenbrock (Blankenburg, 1699 – 1756. szeptember 26.) német származású norvég bányásztiszt. 1719-ben beiratkozott a Helmstedti Egyetemre. 1730-ban a Braunschweig–Lüneburgi Hercegség vasbányáinak felügyelője volt. 1732-től haláláig a  kongsbergi ezüstbányák első felügyelőjévé (Berghauptmann) nevezték ki. Stolberg-Wernigerode-i Krisztián Ernest munkásságának köszönhetően a bányák Norvégia legnagyobb bányáivá váltak. Stukenbrock készítette a város templomának terveit, aminek építése 1740-től 1761-ig tartott. Halálát követően Michael Heltzen követte bányafelügyelőként.

## Fordítás
- Ez a szócikk részben vagy egészben  a   Joachim Andreas Stukenbrock című angol Wikipédia-szócikk ezen változatának fordításán alapul.  Az eredeti cikk szerkesztőit annak laptörténete sorolja fel. Ez a jelzés csupán a megfogalmazás eredetét és a szerzői jogokat jelzi, nem szolgál a cikkben szereplő információk forrásmegjelöléseként.